# Tropidotilla litoralis
Tropidotilla litoralis ist ein Hautflügler aus der Familie der Ameisenwespen (Mutillidae). Ob die Art der Gattung Smicromyrme zugerechnet werden soll, ist bisher noch unklar.

## Merkmale
Die Wespen haben eine Körperlänge von 8 bis 15 Millimetern (Weibchen) bzw. 11 bis 18 Millimetern (Männchen). Der Kopf und der Hinterleib sind beim Weibchen schwarz, die Fühler und die Beine sind dunkelbraun, der Thorax ist rot. Die Endränder der ersten fünf Tergite und die Sternite zwei bis fünf sind hell behaart. Das erste Tergit ist etwa ein Viertel schmäler als das zweite Tergit. Am sechsten Tergit befindet sich eine Pygidialplatte. Bei den Männchen ist der Körper schwarz gefärbt, nur das zweite Tergit ist rot. Kopf und Thorax sind schwarz, ein Büschel auf dem Schildchen (Scutellum) und der Hinterleib ist hell behaart. Die nach hinten aufgebogenen Tegulae sind groß. Das erste Tergit ist wie bei den Weibchen um ein Viertel schmäler als das zweite. Das siebte Sternit besitzt einen Längsgrat. 

## Vorkommen und Lebensweise
Die Art ist von Nordwestafrika über Südeuropa, das südliche Mitteleuropa und das südliche Osteuropa bis in die Türkei und nach Zentralasien verbreitet. Die Larven sind Parasiten von Paragymnomerus spiricornis.

## Belege
F. Amiet: Fauna Helvetica 23: Vespoidea 1. Centre Suisse de Cartographie de la Faune, 2008, ISBN 978-2-88414-035-5.